# Бьернсон, Бьерн
Бьерн Бьернсон (норв. Bjørn Bjørnson, 15 ноября 1859 — 14 апреля 1942) — норвежский театральный актёр, режиссёр и драматург.

## Биография
Бьерн Бьернсон родился 15 ноября 1859 года в Кристиании (ныне Осло), Норвегия, он сын писателя Бьернстьерне Бьернсона и его жены Каролины Бьернсон. В 1876 он был принят студентом в Консерваторию Штерна в Берлине. Он также посещал Венскую консерваторию.
Являлся художественным руководителем театра «Кристиания» с 1885 по 1893 год и первым театральным режиссёром Норвежского национального театра со времени его открытия в 1899 году до 1907 года и снова с 1923 по 1927 год.
В 1893 году он женился на норвежской оперной певице Джине Оселио. Их брак был расторгнут в 1909 году.
С 1899 года по 1941 года только в Национальном театре он сыграл 143 роли. Бьёрнсон также был замечен в ряде скандинавских немых фильмов.
Бьерн Бьернсон умер 14 апреля 1942 в возрасте 82 лет.

## Фильмография
- 1913: Дитя греха
- 1913: Дети сцены
- 1914: В слепых
- 1914: Профессор Пип рассеян
- 1914: О женщине
- 1915: Тедди на диване-кровати